# Rhene leucomelas
Rhene leucomelas là một loài nhện trong họ Salticidae.
Loài này thuộc chi Rhene. Rhene leucomelas được Tord Tamerlan Teodor Thorell miêu tả năm 1891.